# Céligny
Céligny is een gemeente en plaats in het Zwitserse kanton Genève. De gemeente ligt aan het Meer van Genève en wordt verder geheel omsloten door het kanton Vaud.
Céligny gemeente telt 660 inwoners.

## Geboren
- George Marie Martin Cottier (1922), Zwitsers geestelijke

## Begraven
De Britse acteur Richard Burton (1925-1984) had hier een huis en is in Céligny begraven. Ook de schrijver Alistair MacLean (1922-1987) is hier begraven.